# Bay City (Wisconsin)
Bay City is een plaats (village) in de Amerikaanse staat Wisconsin, en valt bestuurlijk gezien onder Pierce County.

## Demografie
Bij de volkstelling in 2000 werd het aantal inwoners vastgesteld op 465. In 2006 is het aantal inwoners door het United States Census Bureau geschat op 491, een stijging van 26 (5,6%).

## Geografie
Volgens het United States Census Bureau beslaat de plaats een oppervlakte van 1,3 km², geheel bestaande uit land. Bay City ligt op ongeveer 339 m boven zeeniveau.

## Plaatsen in de nabije omgeving
De onderstaande figuur toont nabijgelegen plaatsen in een straal van 24 km rond Bay City.